# Эрмит, Шарль
Шарль Эрми́т (фр. Charles Hermite; 24 декабря 1822[…], Дьёз — 14 января 1901[…], Париж, Франция) — французский математик, признанный лидер математиков Франции во второй половине XIX века. 
Член Парижской академии наук (1856), иностранный член-корреспондент (1857) и почётный член (1895) Петербургской академии наук, иностранный член Лондонского королевского общества (1873). Награждён орденом Почётного легиона (1892).

## Биография
Шарль Эрмит родился в Дьёзе (Лотарингия), с детства хромал на правую ногу. Воспитывался сначала в нансийском колледже, а потом в лицее Генриха IV в городе Париже. С 1842 по 1845 год учился в парижской Политехнической школе. В 1847 году стал бакалавром математики, спустя год был утверждён преподавателем Политехнической школы.
С 1862 года — профессор Нормальной школы. В 1856 году Шарль Эрмит был избран в члены Парижской академии наук. С 1869 года — профессор Политехнической школы (до 1876 года) и Сорбонны. Избирался вице-президентом (1889) и президентом (1890) Парижской академии наук.

## Научная деятельность
Характерной особенностью научных работ Эрмита было открытие связей между различными разделами математики, что нередко приводило к созданию новых разделов. Основные работы относятся к теории чисел, теории квадратичных форм, теории инвариантов, ортогональных многочленов, эллиптических функций и алгебре. Исследовал класс ортогональных многочленов (многочлены Эрмита).
Внёс вклад в теорию алгебраических форм и их инвариантов, в том числе в теорию представления целых чисел алгебраическими формами и другие приложения к теории чисел. В ходе этих работ открыл особые билинейные формы (формы Эрмита). Эрмит показал, что число e (основание натурального логарифма) является трансцендентным. Открыл «метод непрерывного параметра».
Наиболее известными учениками Шарля Эрмита были Анри Пуанкаре и Томас Иоаннес Стилтьес.

## Память
Имя Эрмита носят:
- Эрмитовы операторы
- Эрмитовы матрицы
- Эрмитовы кубические сплайны (Сплайн Эрмита)
- Интерполяционный полином Эрмита
- Полиномы Эрмита
- Функции Эрмита
- Эрмитово сопряжение
- Кратер Эрмит на Луне.